# Adolf von Schwarzenberg
Adolf von Schwarzenberg (Gimborn (ma Marienheide része), 1547. – Pápa, 1600. július 29.) német-római császári hadvezér.

## Élete
Frank eredetű hercegi család sarja. Előbb II. Fülöp spanyol király és a francia Katolikus Liga seregében harcolt. 1594-ben egy francia vallon zsoldoscsapattal Magyarországra jött a török ellen harcolni.
1595. augusztus 14-én Karl von Mansfeld fővezér oldalán részt vett német csapatával és Pálffy magyar seregével Esztergom ostromában. 1596 júliusában Miksa főherceg, mint a szövetséges csapatok fővezére, maga mellé vette helyettesnek. Pálffy Miklós csapataival együtt visszavette a töröktől Vácot, s együtt osztoztak a vesztes mezőkeresztesi csata keserű piruláján.
1598 elején az uralkodó kinevezte a török elleni csapatok fővezérévé. 5000 fős vallon, német, spanyol, francia és magyar gyalogos és lovas haddal készült a török elleni magyarországi háborúra. 1598. március 28-án virradóra foglalta el csapataival a Győr alatti hadállását. Csapatából Vecourt főhadnagy a hajnali szürkület leple alatt helyezte el a fehérvári kapu rácsozatára a kisebb petárdát, Cavitas építőmester pedig magára a kapura a nagyobb petárdát. La Marche őrmester végezte a robbantást, melynek következtében a kapu egyik szárnya a piactérig repült. A felszabadított kapun keresztül csapatai benyomultak a várba, s utcáról utcára véres rohamban elfoglalták a bástyákat, s az ott lévő ágyúkat a törökök ellen fordították. Az álmából felriasztott török őrség hamarosan magához tért, s már-már úgy látszott, hogy visszaveri a támadást, ám Pálffy Miklós magyar huszárjai gyalogrohammal eldöntötték a csata sorsát. Győr visszavétele fényes haditett volt, amiért Rudolf császár és király hercegi rangra emelte, és nagy birtokokkal ajándékozta meg. 1599-ben díszkardot ajándékozott Pálffy Miklós barátjának és fegyvertársának a győri siker emlékére.

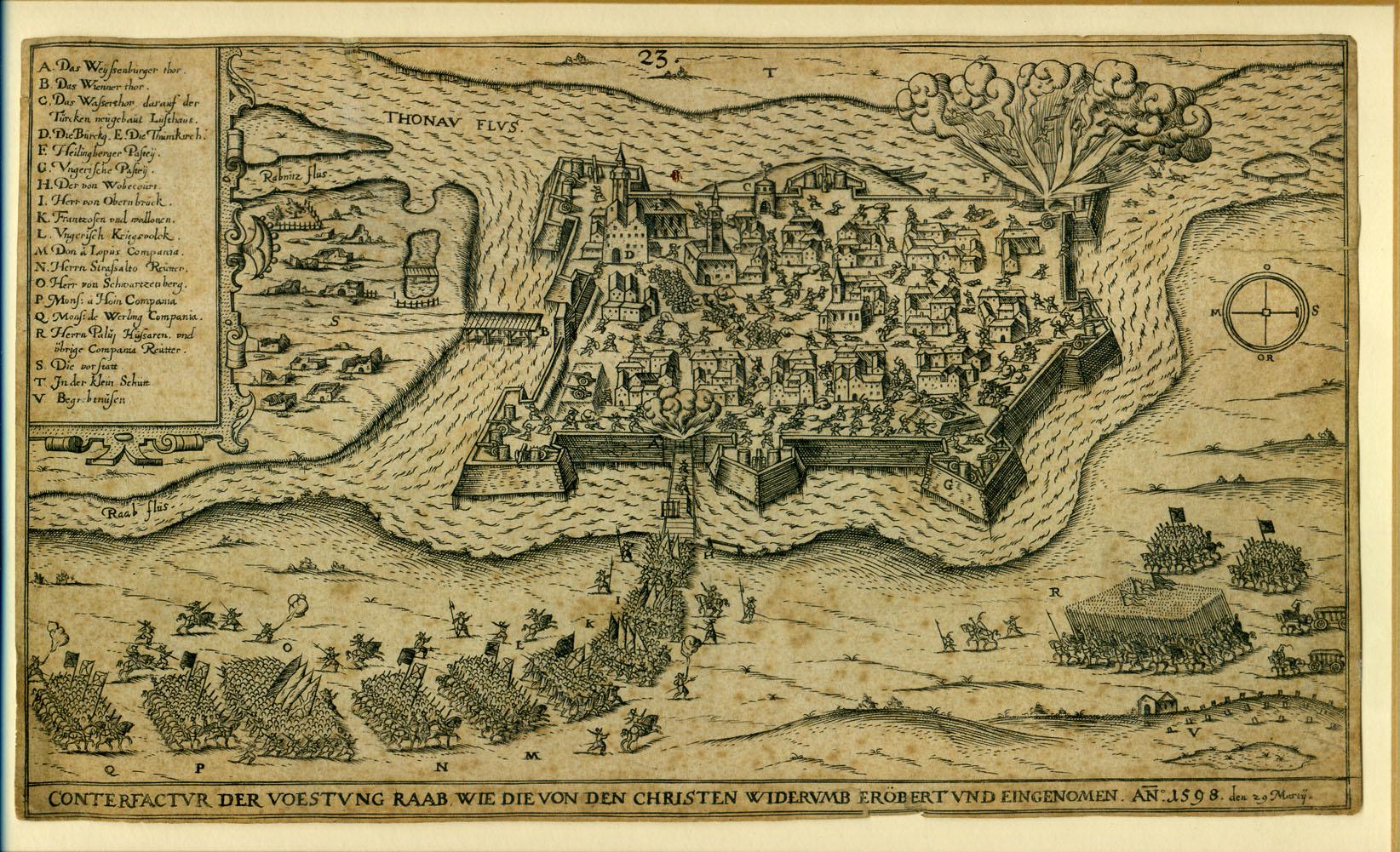
Győr felszabadítása, 1598 (O-Schwarzenberg csapata)

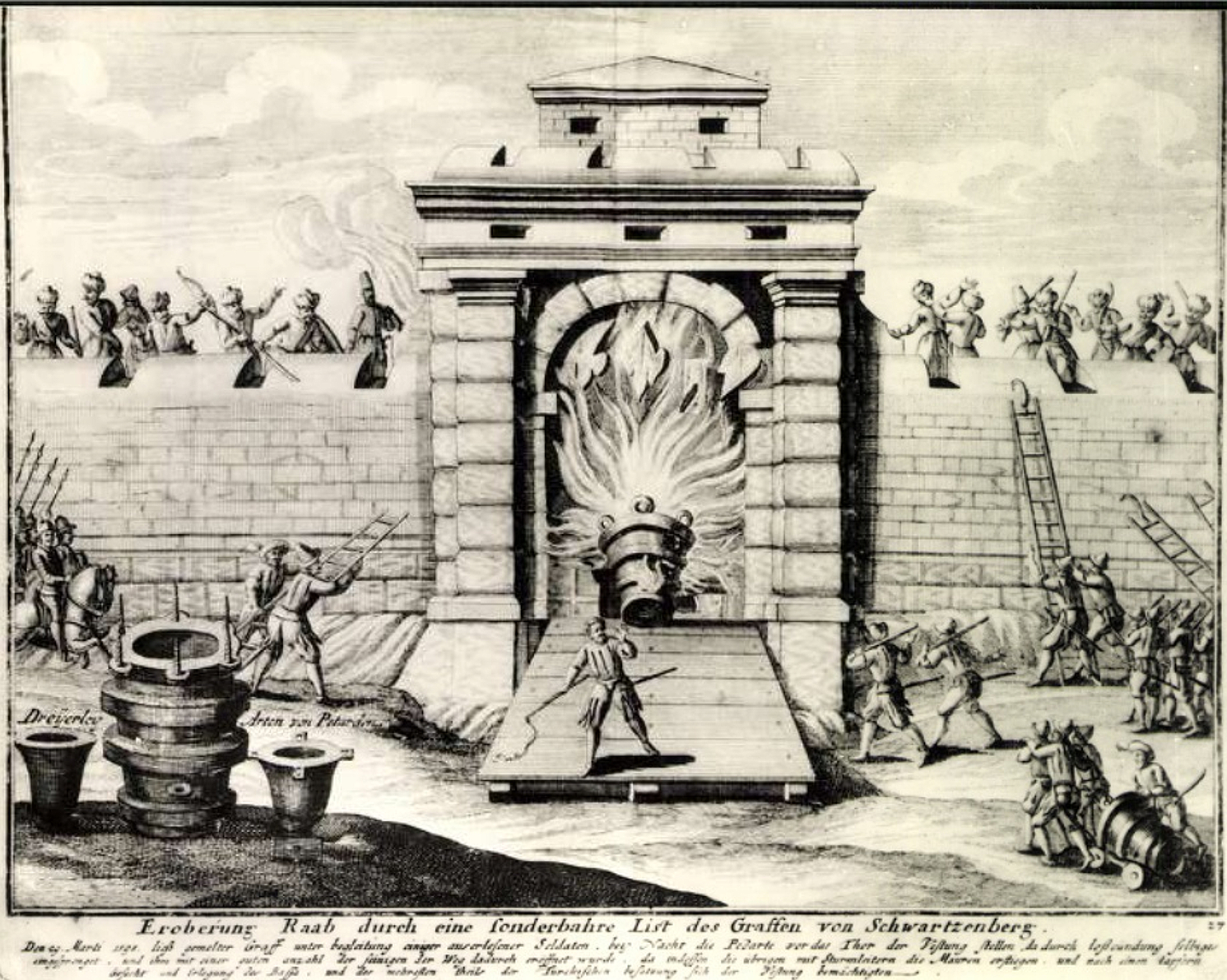
A fehérvári (győri) kapu berobbantása, 1598

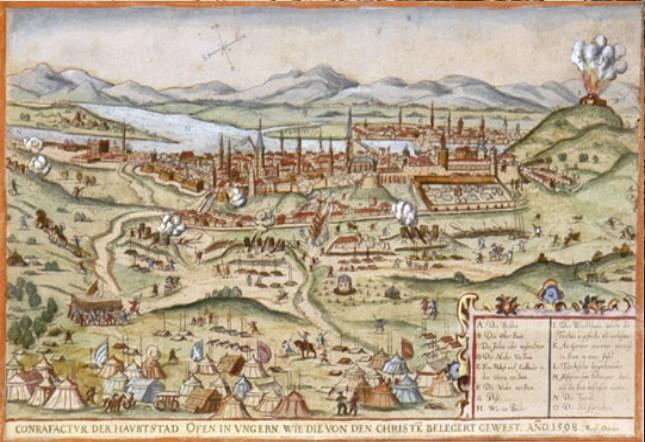
Budavár ostroma, 1598

A győri vár visszafoglalása után vezérletével a szövetséges csapatok bevették Tatát, Gesztest, Veszprémet, Palotát, Vázsonyt, Tihanyt és Csesznek várát. A hadak októberben Székesfehérvárt, majd Budát akarták rajtaütéssel visszafoglalni, de a rossz időjárás miatt a csapatoknak vissza kellett fordulniuk.
1600 júliusában, midőn Pápa várának vallon őrsége fellázadt, és a várat török kézre akarta átjátszani, ő ment a lázadók megfékezésére. Egy roham alkalmával golyó által megsebesült, sérülésébe belehalt. Mindössze 53 éves volt, s három hónappal élte túl hajdani vezértársát, Pálffy Miklós grófot, akivel együtt osztozott Győr visszavételének nagy hadi sikerében. Holttestét Bécsben az Ágoston-rendiek templomában helyezték örök nyugalomra.
A tábornok győri hőstettét a XVII. század óta minden évben megünnepelte a káptalan szervezésében Győr városa a visszafoglalás napján. Ilyenkor a székesegyházi mise után körmenetben vonultak a Fehérvári-kapuhoz, ahol a magukkal vitt és feldíszített Schwarzenberg portrénál német prédikációt tartottak. Erre a célra használták a Schaller István által festett egész alakos másolatot is, amely a Xántus János Múzeumban maradt ránk.

## Emléke
- Győr, Dunakapu tér: kettős bronz szobor (Alpár Gyula műve, 1998)
- Győr, Arany János Általános Iskola, „A győzelem kapuja” című alkotás (Szórádi Zsigmond műve, 1998)
- carrarai márványból faragott életnagyságú szobrát felállították a Hadvezérek csarnokában, a bécsi Hadtörténeti Múzeumban